# Hazza' Majali
Hazza' Majali (en arabe : هزاع بركات المجالي), né en 1917 et mort le 29 août 1960, est un homme politique jordanien. Il fait 2 mandats entre 1955 et jusqu'à sa mort 1960.

## Biographie
Favorable à l'adhésion de la Jordanie au Pacte de Bagdad et hostile à Nasser, sa nomination au poste de premier ministre en décembre 1955 provoque des manifestations dans toute la Jordanie, notamment au sein de la population palestinienne. Il démissionne de son poste seulement 5 jours après sa nomination.

### Assassinat
Le 29 août 1960, plusieurs bombes explosent à son bureau, le tuant ainsi qu'onze autres personnes. Les services secrets de la République Arabe Unie sont les principaux suspects de cette opération de déstabilisation.